# Szlifierska Struga
Szlifierska Struga (niem. Schleifer Grund) – potok górski, lewostronny dopływ Kamiennej o długości 4,03 km.
Potok płynie w Górach Izerskich. Jego źródła znajdują się na południowych zboczach Wysokiego Grzbietu Gór Izerskich, poniżej Zwaliska. Płynie początkowo na południowy wschód, później na wschód po granicie i jego zwietrzelinie. Obszar zlewni Szlifierskiej Strugi porośnięty jest górnoreglowymi lasami świerkowymi, częściowo zniszczonymi i odnowionymi poprzez nowe zalesienia.